# Harrisia
Harrisia é um gênero botânico da família cactaceae.

## Sinonímia
- Eriocereus (A.Berger) Riccob.
- Roseocereus Backeb.

## Espécies
- Harrisia aboriginum Small ex Britton & Rose
- Harrisia adscendens (Gürke) Britton & Rose
- Harrisia divaricata (Lam.) Lourteig
- Harrisia fragrans Small ex Britton & Rose
- Harrisia hahniana (Backeb.) Kimnach & Hutchison ex Kimnach	Accepted
- Harrisia simpsonii Small ex Britton & Rose